# Wigmund di Mercia
Wigmund (fl. IX secolo) sarebbe stato re di Mercia, per un breve periodo attorno all'840 succedendo al padre Wiglaf.
Alcune fonti lo riportano come predecessore del padre o semplicemente come suo co-reggente. Suo figlio fu Wigstan di Mercia.